# Sigriswilgrat
Der Sigriswilgrat, auch entgegen der Landeskarte der Schweiz als Sigriswilergrat bezeichnet, ist ein Bergkamm mit mehreren Gipfeln der Emmentaler Alpen im Kanton Bern in der Schweiz. Sein Hauptgipfel ist das Sigriswiler Rothorn (2051 m ü. M.).

## Lage
Der Bergkamm liegt etwa 12 km östlich von Thun (Luftlinie). Anteil am Sigriswilergrat haben die Gemeinden Sigriswil und Horrenbach-Buchen.
Der markante Sigriswilergrat erstreckt sich vom Thunersee bei Merligen über rund 7 km nach Nordosten bis an den Rand des Zulgtals. Bedeutende Gipfel sind von Südwest nach Nordost die Spitze Fluh (1658 m ü. M.), die Merra (1954 m ü. M.), der Hauptgipfel Sigriswiler Rothorn 2051 m ü. M., das Mittaghorn (2014 m ü. M.), die Schaflägerzähne (1952 m ü. M.) und die Burst (1969 m ü. M.).
Der Sigriswilergrat fällt nach Südosten steil zum Justistal ab, dessen Talschluss auf dem Sichelpass liegt und das ihn von der zwei Kilometer weiter südöstlich parallel verlaufenden Kette des Güggisgrats und von den Sieben Hengsten trennt. Auch nach Nordwesten fällt die Bergkette mit zahlreichen Felswänden steil zum Alpgebiet und zum waldigen Hügelland östlich von Thun ab. Am Bergfuss verläuft der Rand des Schweizer Mittellands. Das Berggebiet ist mit Bergwanderwegen erschlossen, welche teilweise durch schwieriges Gelände führen und nur für erfahrene Berggänger geeignet sind.
Im Sigriswilergrat befindet sich eine ehemalige natürliche Eishöhle, das Schafloch. Sie wurde als Sperrstelle Schafloch ausgebaut und ermöglicht die Unterquerung des Sigriswiler Rothorns vom Justistal zur Zettelalp.

## Geologie
Aus geologischer Sicht ist der Sigriswilergrat aus Sedimenten des Helvetikums aufgebaut, die vor rund 225 bis 65 Millionen Jahren am nördlichen Rand des Urmittelmeeres Tethys abgelagert wurden. Diese Schichten wurden erst relativ spät, vor ungefähr 20 Millionen Jahren, in die Alpenfaltung mit einbezogen. Die schroffen Felswände im oberen Teil des Sigriswilergrats bestehen aus Schrattenkalk. Darunter folgen mergelige und kalkige Serien der Drusbergschichten und von Kieselkalk. Es handelt sich um Sedimente aus der Kreidezeit. Am Fuss des Grates treten Flysch und Mergel des Ultrahelvetikums zutage. Der Kammbereich zeigt einen Wechsel von alpinen Rasen und felsigen, von Karrenfeldern oder Schutt bedeckten Partien.

## Gipfeldokumentation

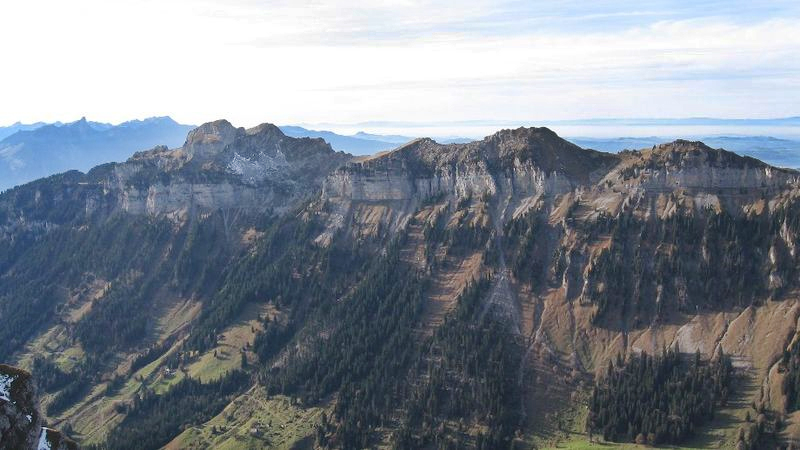
Westteil des Sigriswilergrates mit Sigriswiler Rothorn und Mittaghorn
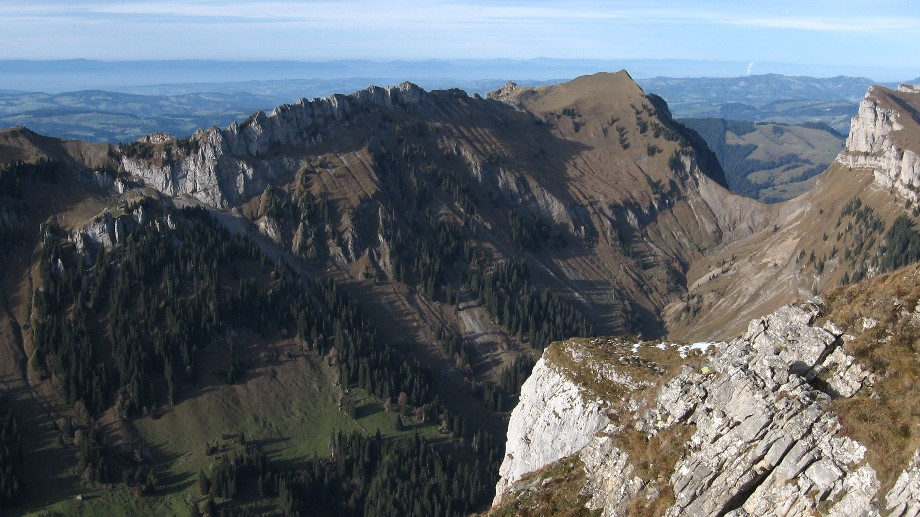
Ostteil des Sigriswilergrates mit Schaflägerzähnen und Burst
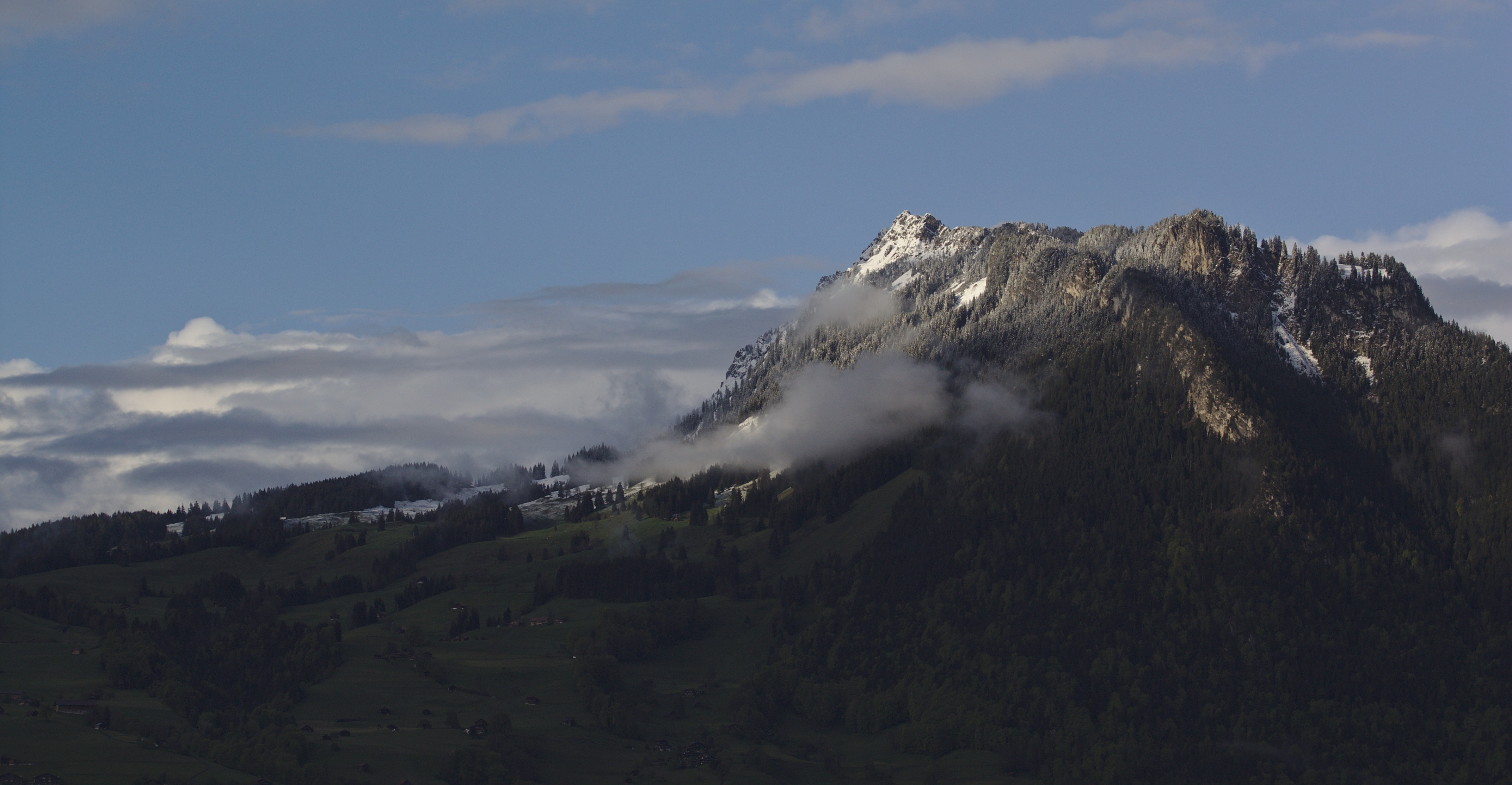
Sigriswilgrat im Frühling, von Spiez aus gesehen
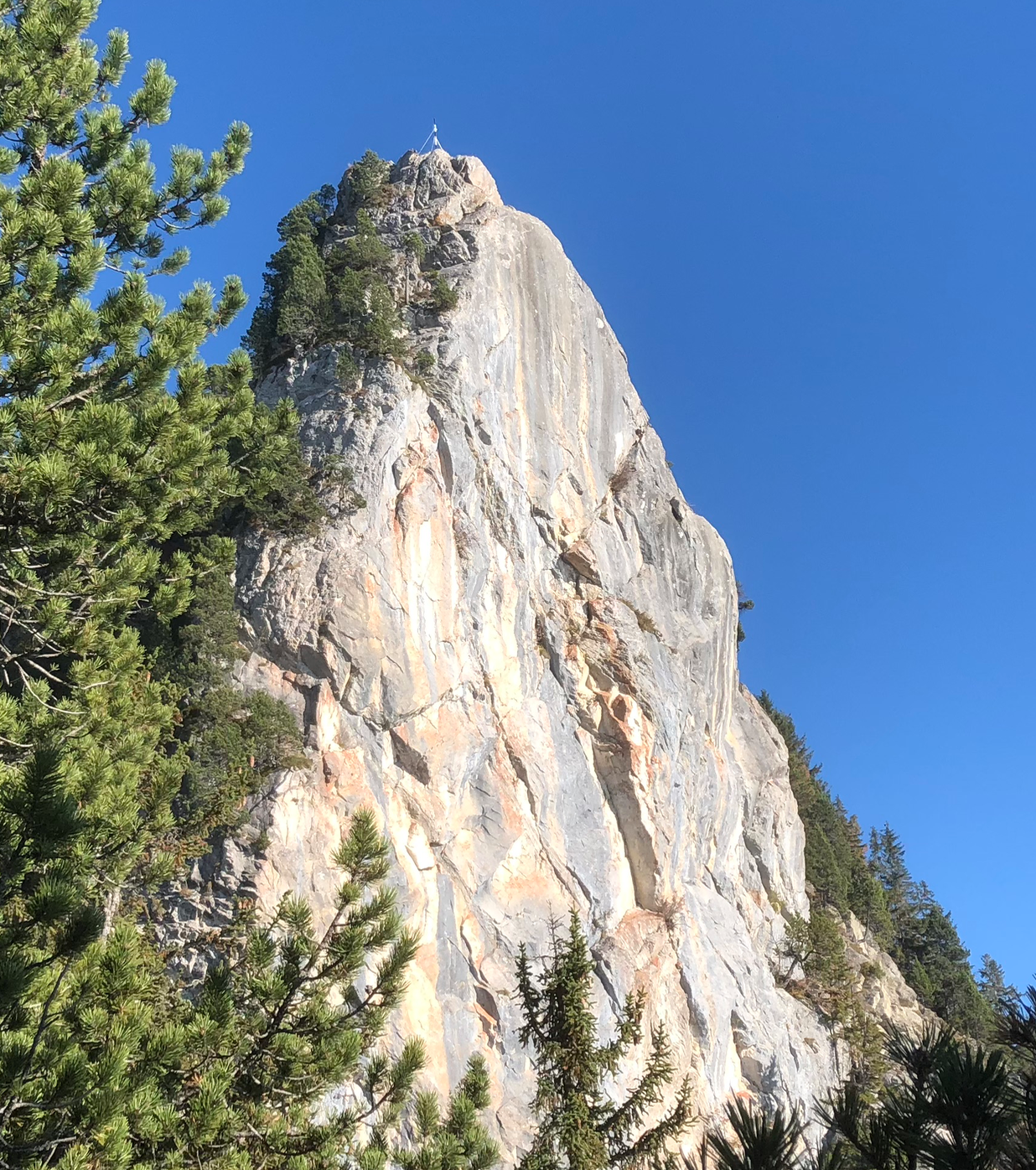
Spitze Fluh
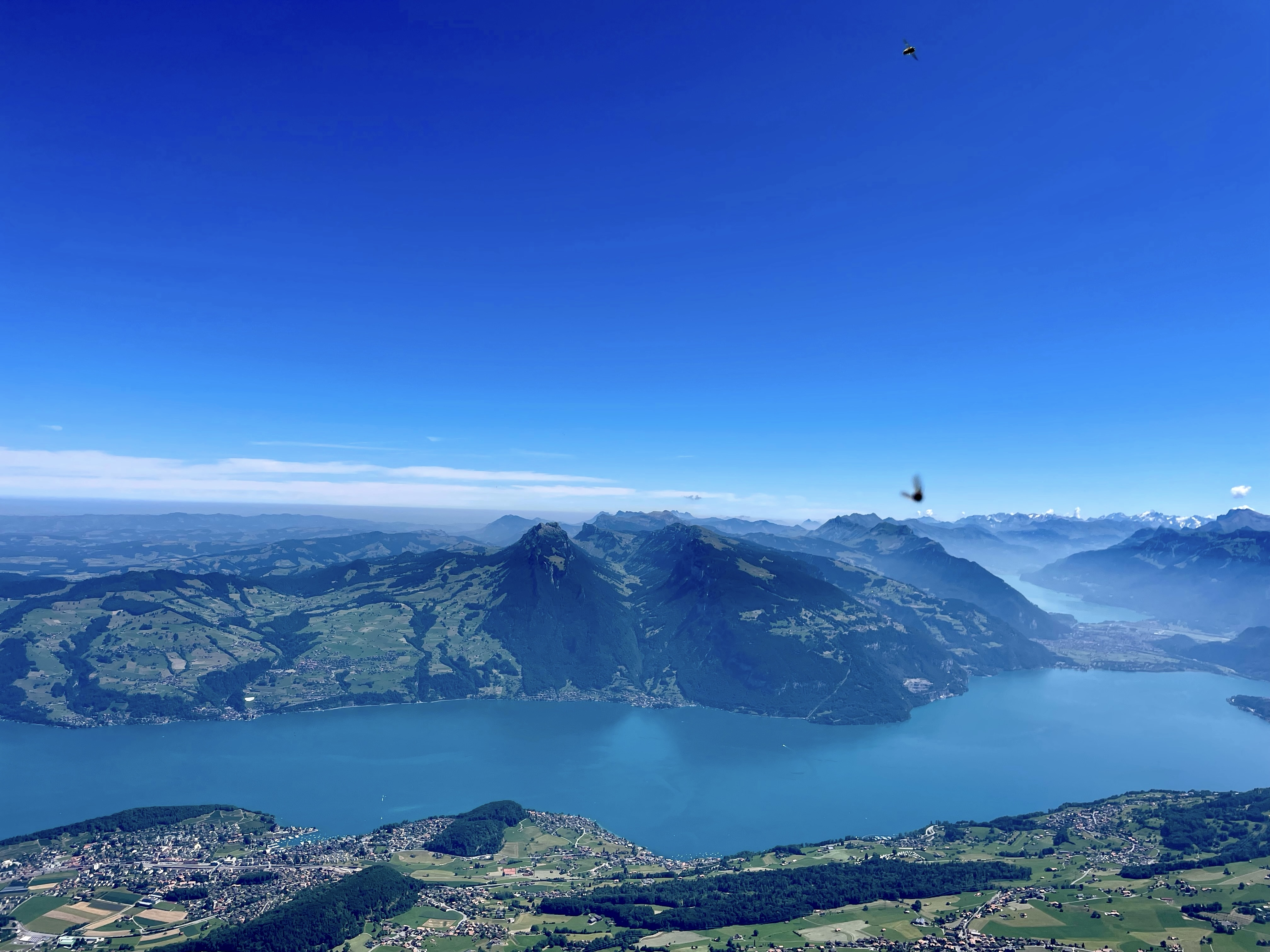
Blick auf Sigriswilgrat und Güggisgrat (rechts) vom Niesen aus